# Yumbel
Yumbel is een gemeente in de Chileense provincie Biobío in de regio Biobío. Yumbel telde 21.198 inwoners in 2017 en heeft een oppervlakte van 727 km².